# Gerhard Juchum
Gerhard Juchum (* 15. November 1932 in Hetzeldorf (Siebenbürgen), Rumänien; † 5. August 1977 in Vancouver, Kanada) war ein rumänischer Tierarzt und Künstler deutscher Abstammung.

## Leben und Werk
Gerhard Juchum wurde am 15. November 1932 als Sohn deutscher Eltern in Siebenbürgen geboren. Sein künstlerisches Talent brachte er bereits in seiner Kindheit in der Malerei zum Ausdruck. 
Im Zweiten Weltkrieg wurde der Vater einberufen und die Mutter als Sanitäterin zum deutschen Militär nach Russland beordert. Gerhard und sein Bruder Horst kamen zu den Großeltern. Die Eltern ließen sich im Jahre 1942 scheiden, und Gerhard wurde seinem Vater zugesprochen. Die Mutter wanderte nach Deutschland (Leonberg) aus, und sein Bruder Horst wurde 1950 im Zuge der Familienzusammenführung der Mutter zugesprochen.
Wegen seiner deutschen Abstammung wurde Gerhard Juchum in Rumänien die höhere Schule (Gymnasium) zunächst verweigert; erst die Vermittlung durch rumänische Freunde ermöglichte den Besuch des Gymnasiums in Medias. Danach studierte er  an der technischen Veterinärschule in Medias und wurde Tierarzt. Im April 1960 kam er mit illegalen Papieren zu seiner Mutter nach Stuttgart. Da man seinen Tierarzttitel in Deutschland nicht anerkannte, nahm er ein Studium an der Justus-Liebig-Universität in Gießen auf, das er als Doktor der Veterinärmedizin abschloss. Ferner studierte er bei Trude Vandory in Wien Bildhauerei und schloss sein Studium an der Kunstakademie in Linz (Österreich) ab.
Im Oktober 1968 wanderte Juchum nach Kanada aus und ließ sich in Vancouver nieder. Innerhalb der neun Jahre, die er dort bis zu seinem Tod verbrachte, schuf er über 100 Skulpturen.
Da seine Angebote, der Stadt Vancouver einige Kunstwerke für den öffentlichen Raum zu schenken, mehrfach abgelehnt wurden, verteilte Juchum diese unautorisiert in der Stadt. Im April 1971 stellte er ohne Auftrag seine fast 600 Pfund schwere Skulptur The Spear Fisherman heimlich an einem Strand im Stanley Park auf. Obwohl die Reaktionen in der Bevölkerung und in den Printmedien durchaus positiv waren, stieß dieses frühe Beispiel von Guerilla Art auf großen Widerstand bei der Park- und Stadtverwaltung. Die vier Meter hohe Statue musste aus dem Park entfernt werden und wurde dann auf Wunsch der Gemeinde Port Hardy als „Wächter“-Figur in den dortigen Hafen versetzt. Auch die Skulptur The Lovers I, die Juchum 1972 ohne Erlaubnis am Strand der English Bay aufgestellt hatte, durfte dort nicht bleiben und wurde nach Port Alice auf Vancouver Island gebracht.
Seine wohl bekannteste Skulptur The Lovers II stellte Juchum 1973 unautorisiert auf der Rasenfläche vor dem Rathaus von Vancouver auf. Nach anfänglicher Ablehnung wurde sie letztlich durch eine städtische Kommission akzeptiert und dauerhaft installiert.
Die Skulptur der Traubenmischer spendete Juchum der Siebenbürgener Landsmannschaft in Kitchener.
Juchum war Mitglied mehrerer kanadischer Künstlervereinigungen und beteiligte sich an deren jährlichen Ausstellungen. In seinem Todesjahr hatte er beispielsweise im Frühsommer 1977 noch an der Jahresausstellung Sculpture 77 der Sculptor’s Society of British Columbia in Burnaby teilgenommen. Auf der Website dieser Vereinigung wird Juchum heute noch als Ehrenmitglied aufgeführt.
Ein Teil seiner Skulpturen ist heute in Deutschland in Privatbesitz.

## Tod
Bei einem unverschuldeten Unfall verunglückte Gerhard Juchum am 5. August 1977 in Vancouver tödlich. Zu diesem Zeitpunkt lebte seine wiederverheiratete Mutter als Regina McDermott in New York City, sein Vater Johann Juchum noch in Rumänien.

## Werke (Auswahl)
- The Spear Fisherman, 1971, Port Hardy
- The Lovers I, 1973, Port Alice, Vancouver Island
- Lovers II, installiert 1977, Eigentum der Stadt Vancouver
- Fisher Hauling in the Net, 1976, Bronze, Eigentum der Stadt Vancouver